# Purezza (gas)
La purezza di un gas è un'indicazione della quantità di altri gas che esso contiene. Una purezza elevata è indice di un basso contenuto di altri gas. I gas di purezza maggiore sono considerati di migliore qualità e sono normalmente più costosi.

## Espressione del grado di purezza
Il grado di purezza di un gas, anche detta titolo di purezza del gas o più brevemente titolo del gas, è normalmente espressa come valore percentuale delle moli del gas rispetto al numero di moli totali.

Esiste però anche una forma abbreviata del valore percentuale, detta "notazione a punto", che esprime la classe di purezza del gas con una frazione decimale nella quale la prima cifra rappresenta il numero di nove del valore percentuale e l'ultima cifra rappresenta l'ultima cifra del valore percentuale (la prima diversa da nove).
Ad esempio, una purezza di 99.97% può essere abbreviata come purezza 3.7 ed una purezza di 99.9999% è la stessa di una purezza 6.0.
Questa ultima notazione è di uso comune tra i produttori di gas per indicare sinteticamente la qualità del prodotto, è a volte anche riferita come grado e si trova frequentemente nelle schede tecniche dei gas stessi.

## Classificazione dei gas in base alla purezza
Uno dei possibili modi di classificare i gas è in base alla loro purezza. Da tale punto di vista, i gas sono generalmente distinti in:
- tecnici, quando hanno un titolo compreso tra il 95% e il 99%;
- puri, quando il loro titolo è compreso tra 99% e 99,99%;
- purissimi o ultrapuri, se il loro titolo è compreso tra 99,99% e 99,99999%

## Impurezze
Qualsiasi gas, per quanto puro possa essere, contiene sempre delle impurezze, siano esse provenienti dalle materie prime da cui il gas è stato prodotto o da contaminazioni esterne avvenute durante i processi di produzione o purificazione del gas. Le impurezze che più di frequente si riscontrano sono il vapore acqueo, i componenti dell'aria (principalmente ossigeno ed azoto), monossido e biossido di carbonio, idrocarburi vari. Le impurezze contenute vengono indicate con varie unità di misura, a seconda dell'ordine di grandezza della quantità presente e che ci si riferisca a contenuti in termini di massa, volume o mole. Le unità di misura abitualmente utilizzate sono le parti per milione (ppm, vpm, peso ppm, a seconda che si faccia riferimento a moli, volumi o masse) e le parti per miliardo (ppb, vpb, peso ppb).

Per l'utilizzatore può anche essere molto importante conoscere le specifiche delle impurezze (tipo e quantità delle impurezze), oltre al titolo del gas. Infatti, nella scelta di un gas per una specifica applicazione, può accadere che siano particolarmente intollerabili quantità anche molto piccole di un determinato componente, mentre quantità molto più alte di altre componenti sono del tutto innocue. In tali casi non è evidentemente opportuno basarsi unicamente sul titolo del gas per determinare se il gas è sufficientemente puro.

## Purezza dei gas in particolari settori di applicazione
Per ragioni come quella descritta nella sezione precedente, in alcuni settori applicativi i gas non vengono caratterizzati da un titolo di purezza ma dalla rispondenza o meno a delle specifiche. È questo in particolare il caso del settore dei gas medicinali (gas usati in ambito medico, esplicitamente riconosciuti come farmaci), per il quale le specifiche sono descritte nelle Monografie della Farmacopea europea
Un altro settore che nel suo complesso ha delle modalità della valutazione della purezza di un gas che non dipende solo dal titolo del gas è quello dei gas alimentari.